# Biserica Sfânta Eufemia din Veneția
Biserica Sfânta Eufemia din Veneția (în italiană Chiesa di Sant'Eufemia) este situată pe insula Giudecca din orașul italian Veneția.

## Istoric
Biserica Sf. Eufemia a fost construită în secolul al IX-lea, în stil venețian-bizantin.
A suferit mai multe restaurări; ultima intervenție, datând din secolul al XVII-lea, a modificat în mod semnificativ fațada și interiorul, unde a fost aplicat stuc atât în nava centrală, cât și pe bolta tavanului.
Plafonul, pictat în frescă în stil Tiepolo, prezintă mai multe episoade din viața Sfintei Eufemia. Merită menționat grupul sculptural aflat în ultimul altar din partea stângă a navei, realizat de Gianmaria Morleiter (marmură, secolul al XVIII-lea), format din Sfânta Fecioară Maria cu Isus pe genunchi.
În capela Sfânta Ana este venerat corpul fericitei Giuliana de Collalto, care în secolul al XIII-lea a fost stareță a mănăstirii Sfinților Biagio și Cataldo, aflată în apropiere.

## Opere de artă
- Sfântul Rochus și îngerul, 1480, Bartolomeo Vivarini

## Imagini

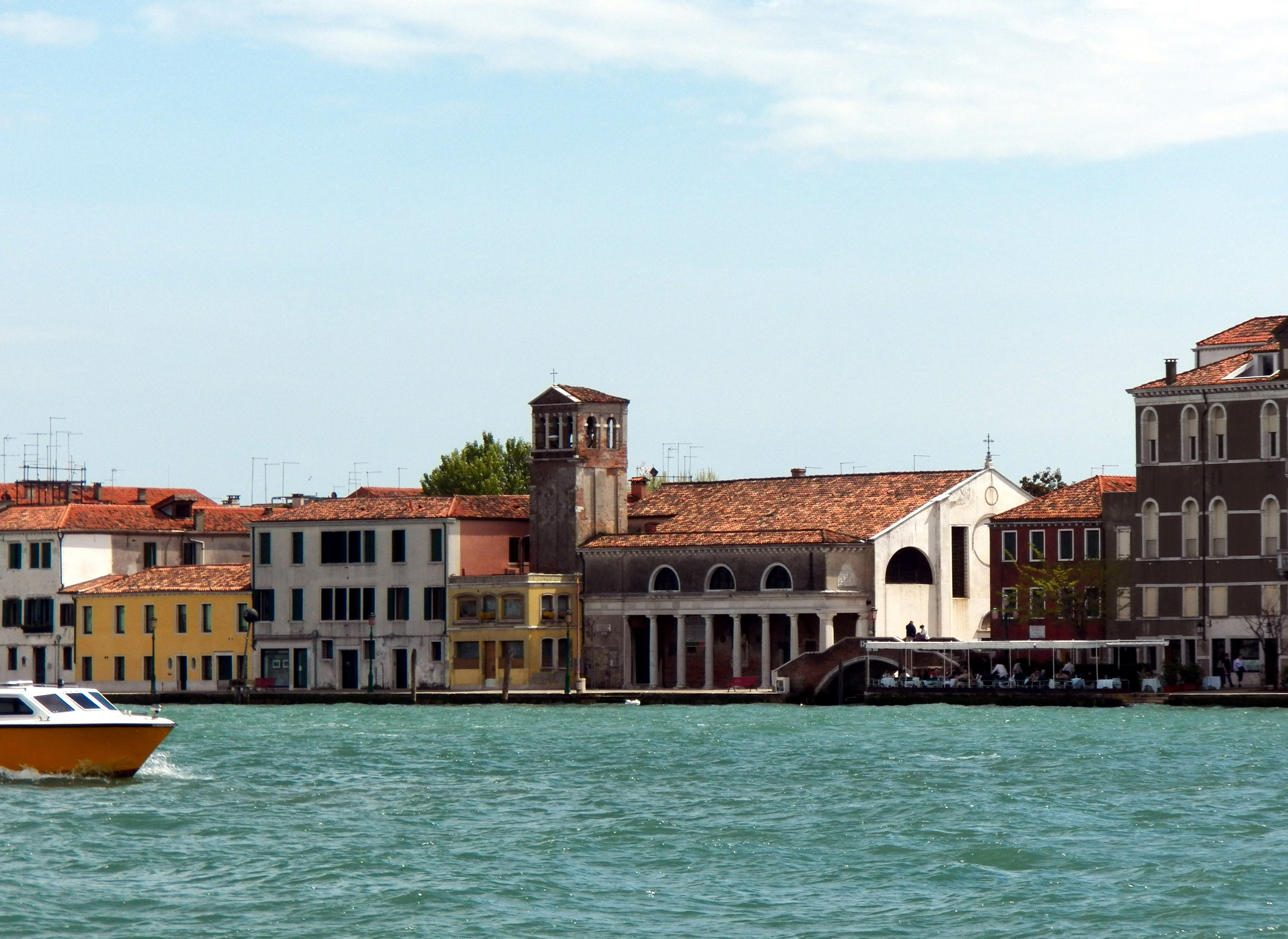
Biserica Sfânta Eufemia din Veneția
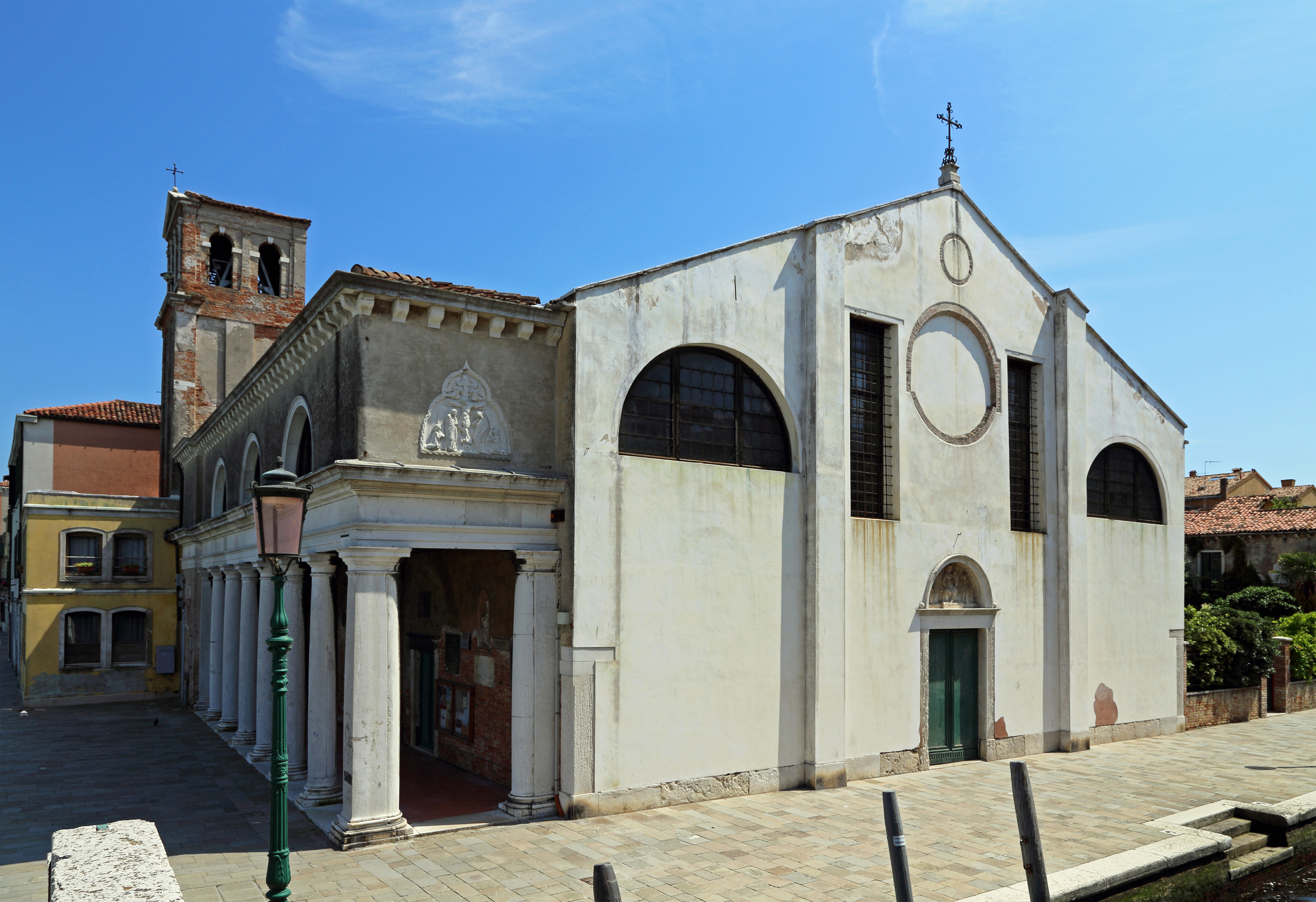
Faţada
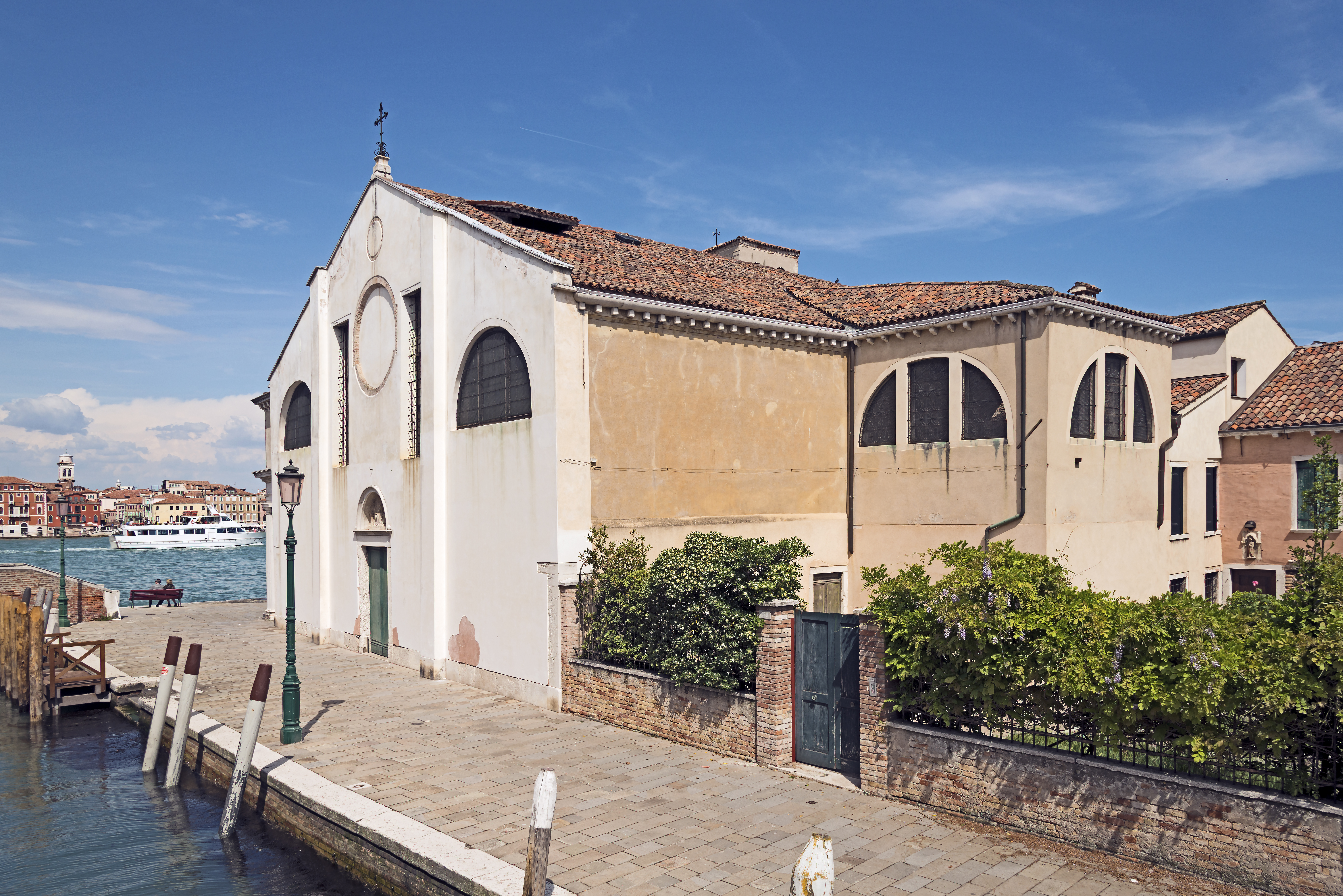
Faţadă
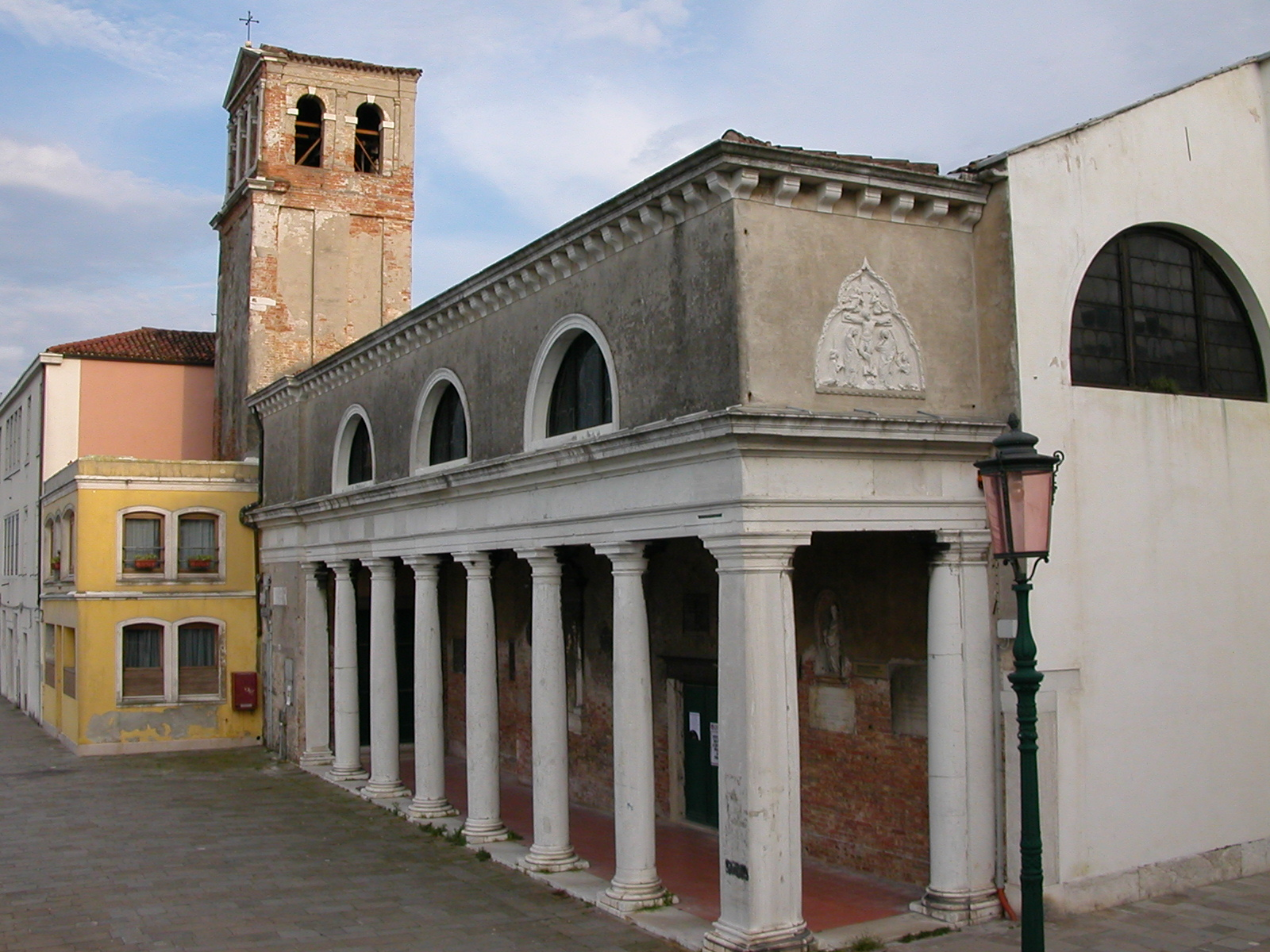
Porticul şi campanila
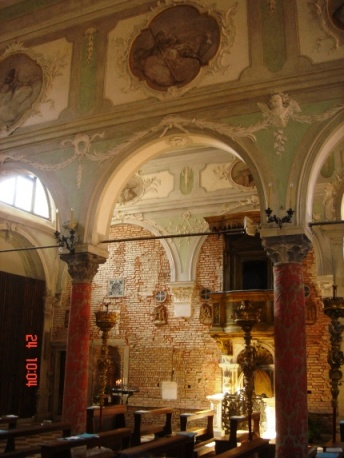
Interior